# Cleptes mandsuricus
Cleptes mandsuricus  (лат.) — вид ос-блестянок рода Cleptes из подсемейства Cleptinae.

## Распространение
Восточная Азия: северо-восточный Китай (Манджурия).

## Описание
Тело синевато-чёрного цвета, голова и мезосома имеют голубовато-зелёный металлический блеск. Голени металлически голубовато блестящие, лапки коричневые.
Пронотум сужается кпереди. У самок 4 видимых тергита (у самцов пять).
Таксон Cleptes mandsuricus был впервые описан в 1968 году венгерским гименоптерологом Л. Можаром (L. Móczár, 1968) и принадлежит к видовой группе aerosus species-group. Валидный видовой статус был подтверждён в 2013 году в ходе ревизии местной фауны китайскими энтомологами Вейем и Ксю (Na-sen Wei, Zai-fu Xu; Department of Entomology, College of Natural Resources and Environment, South China Agricultural University, Гуанчжоу, Китай) и итальянским гименоптерологом Паоло Роза (Paolo Rosa; Бернареджо, провинция Монца-э-Брианца, Италия).